# Turó de la Pineda
El Turó de la Pineda és una muntanya de 273 metres que es troba entre els municipis del Papiol i de Molins de Rei, a la comarca del Baix Llobregat.